# 長期負債
長期負債或非流动负债（英語：Long-term Liabilities）一般為到期日在一年以上的各種融資借款，如期間在一年以上的銀行借款，應付公司債等。一般而言，除了還款期長之外、長期負債還有金額較大、利息較高等特性。